# Vanguardia Revolucionaria 9 de Abril
La Vanguardia Revolucionaria 9 de Abril (VR-9) fue un partido político boliviano de centroizquierda.
Fue fundado por Carlos Serrate Reich en 1985 bajo el nombre Movimiento Nacionalista Revolucionario-Vanguardia (MNRV). Serrate utilizó el periódico Hoy como su medio de propaganda para el partido. En las elecciones de 1985 presentó la candidatura presidencial de Carlos Serrate Reich y vicepresidencial de Zenón Barrientos Mamani, la cual obtuvo 72.197 votos (4,8%) y 6 escaños en la Cámara de Diputados.
En 1989 cambió su nombre a Vanguardia Revolucionaria 9 de Abril debido a requerimientos de la Corte Nacional Electoral. Después de 1988 perdió gran parte de su apoyo y militantes en favor de los nuevos partidos Conciencia de Patria (CONDEPA) y Unidad Cívica Solidaridad (UCS). En las elecciones de 1993 obtuvo 21.100 votos (1,3%) y no logró representación parlamentaria.